# Anna Levandi
Anna Levandi, geb. Anna Anatoljewna Kondraschowa (russisch Анна Анатольевна Кондрашова; englisch Anna Kondrashova; * 30. Juni 1965 in Moskau, Sowjetunion) ist eine ehemalige sowjetische Eiskunstläuferin, die im Einzellauf startete, und heutige estnische Eiskunstlauf-Trainerin.
Kondraschowa wurde in den Jahren 1985 bis 1987 sowjetische Meisterin im Eiskunstlauf der Damen. Von 1983 bis 1988 nahm sie an Europameisterschaften teil. Ihre erste Medaille dort gewann sie 1984 in Budapest hinter Katarina Witt und Manuela Ruben. Bei den Europameisterschaften 1986, 1987 und 1988 gewann sie abermals Bronze, stets hinter Witt und ihrer Landsfrau Kira Iwanowa. Von 1983 bis 1987 nahm Kondraschowa an Weltmeisterschaften teil. Ihre einzige Medaille dort gewann sie 1984 in Ottawa, wo sie Vize-Weltmeisterin hinter Katarina Witt wurde. Kondraschowa vertrat die Sowjetunion bei zwei Olympischen Spielen. 1984 in Sarajevo belegte sie den fünften Platz und 1988 in Calgary wurde sie Achte.
Kondraschowa heiratete den estnischen Nordischen Kombinierer Allar Levandi 1989. Ihr gemeinsamer Sohn Arlet Levandi ist inzwischen ebenfalls Eiskunstläufer. Nach dem Ende ihrer aktiven Eiskunstlaufkarriere ging sie nach Estland, um dort als Trainerin und Choreografin zu arbeiten. Eine ihrer erfolgreichsten Schülerinnen war die mehrfache estnische Meisterin Jelena Glebova. Aktuell trainiert sie unter anderem ihren Sohn Arlet Levandi und Eva-Lotta Kiibus, die beide Estland im internationalen Wettbewerb vertreten.

## Ergebnisse
| Wettbewerb / Jahr           | 1982 | 1983 | 1984 | 1985 | 1986 | 1987 | 1988 |
| --------------------------- | ---- | ---- | ---- | ---- | ---- | ---- | ---- |
| Olympische Winterspiele     |      |      | 5.   |      |      |      | 8.   |
| Weltmeisterschaften         |      | 5.   | 2.   | 4.   | 7.   | 9.   |      |
| Europameisterschaften       |      | 5.   | 3.   | 5.   | 3.   | 3.   | 3.   |
| Sowjetische Meisterschaften | 3.   | 2.   |      | 1.   | 1.   | 1.   |      |